# Hrženik
Hrženik is een plaats in de gemeente Krašić in de Kroatische provincie Zagreb. De plaats telt 135 inwoners (2001).